# Samuel Willenberg
Samuel Willenberg (Częstochowa, 16 febbraio 1923 – Tel Aviv, 19 febbraio 2016) è stato uno scultore, scrittore e superstite dell'Olocausto polacco naturalizzato israeliano, noto per essere stato l'ultimo superstite della rivolta del campo di sterminio di Treblinka.

## Biografia

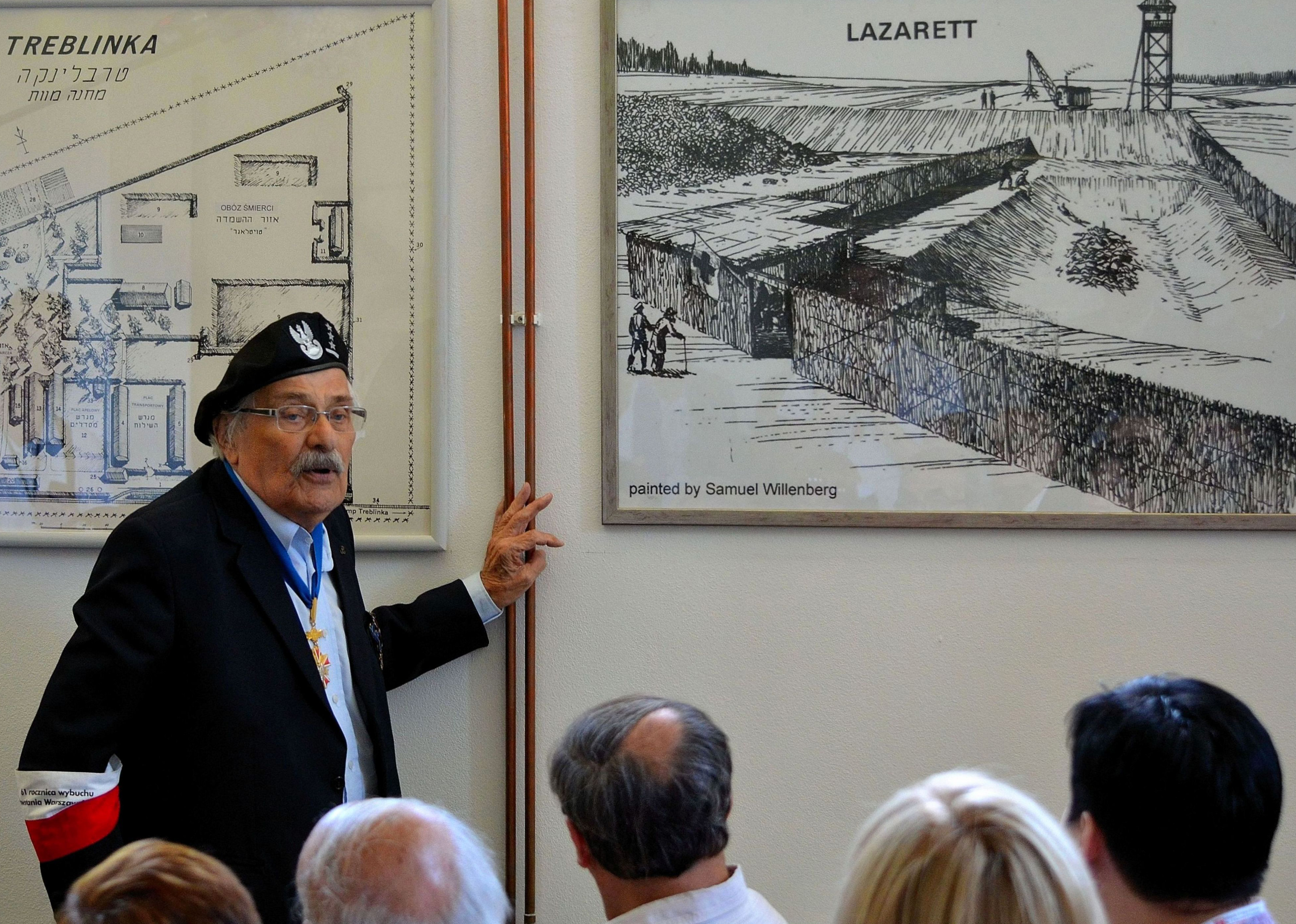
Samuel Willenberg a Treblinka nel 2013

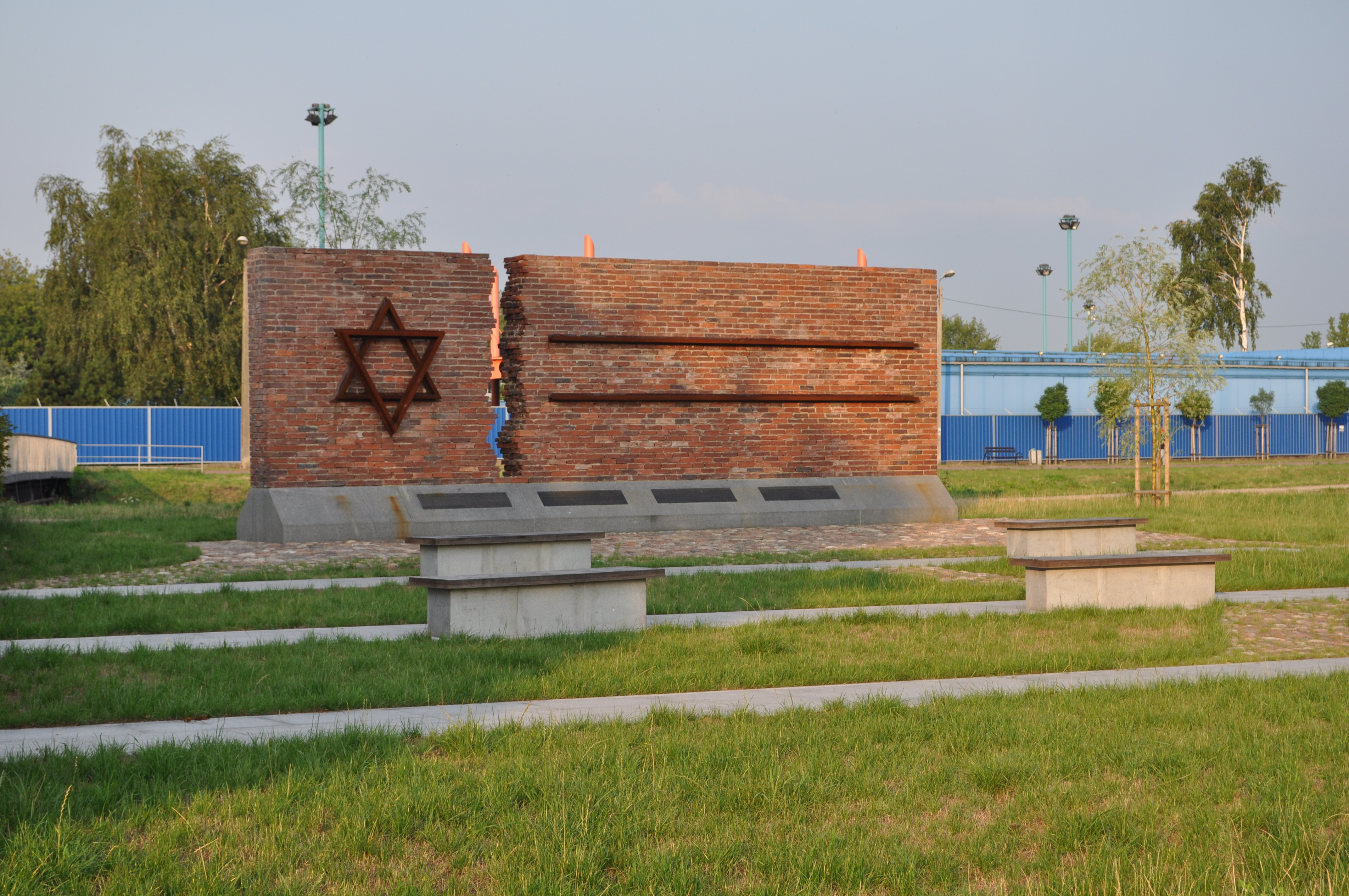
Memoriale del ghetto di Częstochowa, opera di Samuel Willenberg

Samuel Willenberg nacque nel 1923 a Częstochowa da Perec Willenberg, un insegnante della scuola ebraica locale, e Maniefa Popow, donna cristiana ortodossa convertitasi all'ebraismo dopo il matrimonio. Aveva due sorelle, Itta (1919-1942) e Tamara (1936-1942).
Nel 1941, i suoi genitori falsificarono i documenti per sottrarsi alle deportazioni, mentre invece le sue sorelle, sebbene la madre avesse tentato in tutti i modi di salvarle, nel 1942 furono arrestate nel ghetto di Częstochowa e deportate a Treblinka, dove furono uccise nelle camere a gas. Samuel, catturato a sua volta durante la liquidazione del ghetto di Opatów, fu deportato a Treblinka il 20 ottobre 1942, all'età di 19 anni. Fu l'unico superstite del suo trasporto di circa 6.500 persone, poiché al suo arrivo al campo, su consiglio di un detenuto, si offrì di lavorare come muratore.
Samuel faceva parte del gruppo dei 200 deportati ebrei che, nell'agosto del 1943, diedero fuoco al campo di Treblinka e scapparono nel bosco. Molti dei fuggitivi furono ricatturati e uccisi, mentre Samuel, nonostante un infortunio alle gambe, riuscì a salvarsi. Ritornò a Varsavia, dove si ricongiunse con il padre e si unì alla resistenza polacca sotto lo pseudonimo di Popow, il cognome da nubile della madre. Nel 1944 prese parte all'insurrezione di Varsavia. 
Dopo la guerra, Samuel Willenberg si arruolò nell'esercito polacco, poi emigrò in Israele nel 1950 con la moglie Ada Lubelczyk e la madre; il padre era invece morto nel 1947. Conseguì la laurea in ingegneria e lavorò nel ministero dell'edilizia.
Raggiunta l'età pensionabile, Samuel frequentò dei corsi di Belle Arti e studiò scultura all'Università di Gerusalemme. È lui l'autore del memoriale dell'Olocausto dedicato alle 40.000 vittime del ghetto di Częstochowa, inaugurato nell'ottobre 2009. 
Samuel raccontava spesso la terribile esperienza da lui vissuta ai ragazzi delle scuole, che lui stesso accompagnava a Treblinka ogni anno in occasione dello Yom HaShoah.
Sua figlia Orit Willenberg-Giladi, architetto, è stata scelta nel 2013 per progettare e costruire un centro di educazione dell'Olocausto sul sito dell'ex campo di sterminio di Treblinka. 
Samuel Willenberg morì il 19 febbraio 2016 all'età di 93 anni. Fu l'ultimo sopravvissuto alla rivolta del campo di Treblinka.

## Opere
- Bunt w Treblince (Revolt in Treblinka), Varsavia, Biblioteka "Więzi" 2004 (ISBN 83-88032-74-7)